# Sandee Westgate
Sandee Westgate (Sacramento, California; 5 de mayo de 1979) es una actriz pornográfica y modelo erótica estadounidense.

## Biografía
Natural de la ciudad de Sacramento, capital del estado de California, Sandee Marie Westgate, nació en mayo de 1979, en una familia de ascendencia europea (italiana y francesa) y nativoamericana (cheroqui). Comenzó muy joven en el mundo del modelaje, con fotografías para promociones y anuncios. En 1995 se graduó en el instituto Kempo de Fair Oaks. Comenzó trabajando como estríper mientras estudiaba en una escuela de cosmetología.
En 1999 se marchó a Los Ángeles y comenzó a realizar sus primeros trabajos como modelo erótica. Ese año creó su sitio web, en el que iba subiendo sus primeros trabajos, llegando a ser descubierta por la firma Playboy, con la que trabajó, siendo seleccionada por la misma el 3 de diciembre de 2001 como la Playboy Cyber Girl of the Week. En el año 2000 salió como actriz de reparto en la serie televisiva Son of the Beach.
Debutó como actriz pornográfica en 2004, con 25 años, siendo su primera película Girlfriends, dirigida por Josh Ryan, con quien estuvo casado hasta 2006, y coprotagonizada por Justine Joli y Adriana Sage.
Como actriz, ha trabajado con productoras como Spice Studios, Kelly Madison Productions, Low Art, Twistys, Wicked Pictures, Brazzers, Peach, Juicy Entertainment, Naughty America, Pure Play Media o Holly Randall, entre otras.
En 2010 fue nominada en los Premios XBIZ en la categoría técnica-digital de Web Babe del año. Al año siguiente, recibiría dos nominaciones en los Premios AVN; una por su página web y la otra en la categoría de Mejor escena de sexo lésbico en grupo, junto a Angie Savage, Sophia Santi y Alektra Blue, por Hocus Pocus XXX.
Se retiró de la industria en 2017, con algo más de un centenar de películas como actriz.

## Premios y nominaciones
| Año  | Ceremonia    | Resultado | Premio                                | Trabajo         |
| ---- | ------------ | --------- | ------------------------------------- | --------------- |
| 2006 | Premios FAME | Nominada  | Mejor delantera                       | —               |
| 2010 | Premios XBIZ | Nominada  | Web Babe del año                      | —               |
| 2011 | Premios AVN  | Nominada  | Estrella web del año                  | SexySandee.com  |
| 2011 | Premios AVN  | Nominada  | Mejor escena de sexo lésbico en grupo | Hocus Pocus XXX |